# Miguel Ángel Soria
Miguel Ángel Soria Fuerte (Jesús María, 25 de mayo de 1982) es un abogado y político peruano. Fue viceministro de Justicia y Derechos Humanos durante el gobierno de Martín Vizcarra en 2018.

## Biografía
Nació en el Distrito de Jesús María, el 25 de mayo de 1982. Es hijo Liborio Soria Álvarez y de Belén Fuerte Ferro. También es hermano del alcalde de El Agustino Richard Soria.
Es abogado graduado de la Universidad de San Martín de Porres y cuenta con estudios de postgrado en Derecho Penal. También es docente en la Facultad de Derecho.
Laboró como asesor de la Comisión de Inclusión Social del Congreso de la República en 2017 bajo la gestión de Gloria Montenegro y como secretario del Ministerio de Vivienda, Construcción y Saneamiento en 2019.

## Labor política

### Viceministro de Justicia
En 2018, Soria fue nombrado como viceministro de Justicia y Derechos Humanos bajo la gestión de Salvador Heresi como ministro en el gobierno del expresidente Martín Vizcarra.
Su nombramiento generó polémica debido a los comentarios de Soria desde su cuenta de Twitter, donde insultaba a la entonces congresista Gloria Montenegro cuando este laboraba para ella como asesor de la Comisión de Inclusión Social. Otro de sus cuestionamientos fue por sus críticas hacia la Corte Interamericana de Derechos Humanos cuando Soria asumía el cargo de viceministro de Justicia y Derechos Humanos.
En julio del mismo año, Soria fue separado del cargo debido a la renuncia de Salvador Heresi al Ministerio de Justicia y Derechos Humanos.
Para las elecciones parlamentarias extraordinarias del 2020, Soria decidió postular al Congreso de la República por el Partido Popular Cristiano, sin embargo, no resultó elegido. Luego, en julio del 2022, fue presentado por la bancada de Renovación Popular como candidato a la Defensoría del Pueblo donde tampoco resultó elegido.